# Volta a Portugal do Futuro
A Volta a Portugal do Futuro (oficialmente: Volta a Portugal do Futuro / Liberty Seguros) é uma corrida ciclista por etapas portuguesa com limitação de idade.
Foi criada em 1993 como amadora por isso a maioria dos seus ganhadores têm sido portugueses. Como ocorre com este tipo de corridas a sua limitação de idade e regulamento de participação tem ido variando, de facto a sua primeira edição foi ganha por Joaquim Augusto de 27 anos que nesse mesmo ano tinha ganhado a Volta a Portugal. Desde 2014 a corrida é pela primeira vez profissional fazendo parte do UCI Europe Tour, dentro da categoria 2.2Ou (última categoria do profissionalismo limitada a corredores sub-23).

## Palmarés
Em amarelo: edição amadora.
| Ano  | Ganhador              | Segundo                 | Terceiro                 |
| ---- | --------------------- | ----------------------- | ------------------------ |
| 1993 | Joaquim Augusto       | Joaquim Andrade         | Paulo Jorge Ferreira     |
| 1994 | Paulo Jorge Ferreira  | Delmino Pereira         | Vítor Gamito             |
| 1995 | Quintino Fernandes    | ?                       | ?                        |
| 1996 | José Luis Rebollo     | ?                       | ?                        |
| 1997 | Matias Cagicas        | ?                       | ?                        |
| 1998 | José Azevedo          | ?                       | ?                        |
| 1999 | Óscar Pereiro         | Rafael Caseiro          | David Blanco             |
| 2000 | Miguel Cardoso        | Santi Pérez             | Pedro Manuel Andrade     |
| 2001 | Pedro Costa           | Celio Cristiano         | José Guillén             |
| 2002 | Pablo de Pedro        | Sergio Paulinho         | Víctor Castro            |
| 2003 | Dani Moreno           | Josu Mondelo            | David Domínguez          |
| 2004 | João Cabreira         | António Manuel De Jesus | Miguel Angelo Almeida    |
| 2005 | André Cardoso         | Afonso Duarte           | José Mendes              |
| 2006 | Miguel Cardoso        | José Mendes             | Edgar Pinto              |
| 2007 | José Mendes           | César Fonte             | David Vaz                |
| 2008 | João Benta            | Carlos Manuel Sabido    | Ricardo Vilela           |
| 2009 | Marco Alexandre Cunha | Carlos Manuel Baltazar  | Bruno Silva              |
| 2010 | Alexander Ryabkin     | Joni Brandão            | Yelko Gómez              |
| 2011 | Joni Brandão          | José Gonçalves          | Domingos Gonçalves       |
| 2012 | Rafael Jorge Silva    | António André Pereira   | Eugeniu Cozonac          |
| 2013 | António Carvalho      | David Miguel Rodrigues  | António André Pereira    |
| 2014 | Ruben Guerreiro       | Joaquim Silva           | Óscar González Brea      |
| 2015 | Julen Amézqueta       | Anatoliy Budyak         | Álvaro Trueba            |
| 2016 | Wilson Rodríguez      | Gaspar Gonçalves        | Juan Antonio López-Cózar |
| 2017 | José Fernandes        | Txomin Juaristi         | Gaspar Gonçalves         |
| 2018 | Venceslau Fernandes   | Tiago Antunes           | Hugo Nunes               |
| 2019 | Emanuel Duarte        | Pedro Lopes             | Tiago Leal               |
| 2020 | Não se realizou       | Não se realizou         | Não se realizou          |
| 2021 | André Domingues       | Romaric Forqués         | Pedro Lopes              |
| 2022 | Gabriel Rojas Campos  | Élder Felipe            | David Delgado Higueruelo |
| 2023 | João Silva            | Vicente Rojas           | Daniel Jimenez           |

## Palmarés por países
| País       | Vitórias |
| ---------- | -------- |
| Portugal   | 21       |
| Espanha    | 6        |
| Rússia     | 1        |
| Colômbia   | 1        |
| Costa Rica | 1        |